# 편의
편의, 즉 편리한 절차, 제품 및 서비스는 접근성을 높이고 자원(예: 시간, 노력, 에너지)을 절약하고 욕구불만을 줄이기 위한 것이다. 현대적인 편의란 기존 방법보다 작업을 더 쉽고 효율적으로 만들어 주는 노동 절약형 장치, 서비스 또는 물질이다. 편의성은 상대적인 개념이며 상황에 따라 달라진다. 예를 들어, 자동차는 한때 편리한 것으로 여겨졌으나 오늘날은 일상의 일부로 간주된다.
전 세계적으로 라이프스타일이 다르기 때문에 이 용어는 이전에 개인이나 그룹이 이용할 수 있었던 편의를 기반으로 한 상대적인 용어이다. 예를 들어, '현대적 편의'에 대한 미국식 정의는 개발도상국에 거주하는 개인의 정의와 다를 가능성이 높다. 대부분의 경우 '현대적 편의'라는 용어는 개인의 생활방식이나 가정생활을 표현하는 데 사용된다.

## 같이 보기
- 적정기술
- 소비주의
- 편의점
- 가맥집
- 테크놀로지
- 공중화장실
- 기술의 사회적 구성론